# سترسبورگ، ساسکاچوان
سترسبورگ، ساسکاچوان (به انگلیسی: Strasbourg, Saskatchewan) یک منطقهٔ مسکونی در کانادا است که در ساسکاچوان واقع شده‌است. سترسبورگ ۵٫۷۰ کیلومتر مربع مساحت و ۷۵۲ نفر جمعیت دارد.